# Thiazylfluorid
Thiazylfluorid ist eine anorganische chemische Verbindung aus der Gruppe der Fluoride.

## Gewinnung und Darstellung
Thiazylfluorid kann durch Reaktion von Stickstofftrifluorid mit Schwefel bei 400 °C gewonnen werden, wobei auch Thiothionylfluorid entsteht.
{\displaystyle \mathrm {NF_{3}+3\ S\longrightarrow NSF+S_{2}F_{2}} }
Es kann auch durch Fluorierung von Tetraschwefeltetranitrid mit Iodpentafluorid, Schwefeltetrafluorid, Selenhexafluorid, Cobalt(III)-fluorid usw., durch Thermolyse der Quecksilberverbindung Hg(NSF2)2
{\displaystyle \mathrm {Hg(NSF_{2})_{2}\longrightarrow 2\ NSF+HgF_{2}} }
oder durch Ammonolyse von Schwefeltetrafluorid gewonnen werden.
{\displaystyle \mathrm {SF_{4}+4\ NH_{3}\longrightarrow NSF+3\ NH_{4}F} }

## Eigenschaften

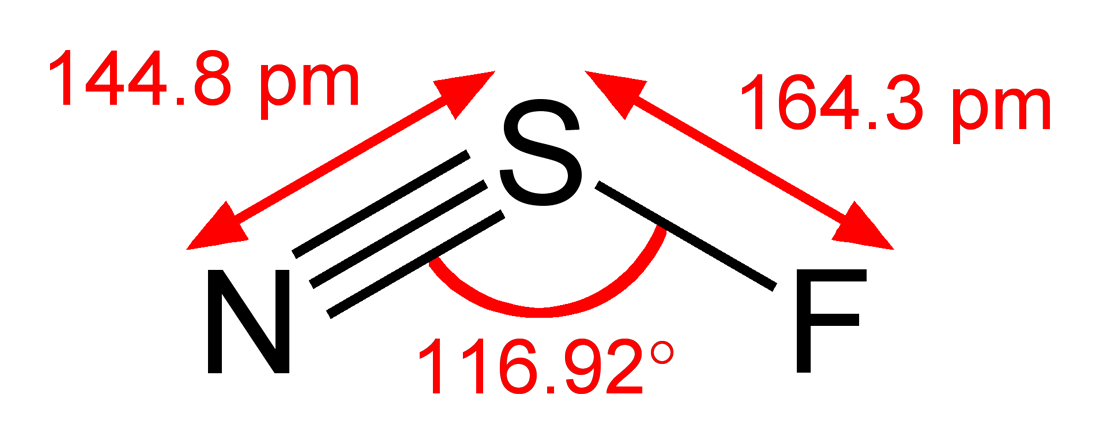
Bindungslängen und -winkel von Thiazylfluorid

Thiazylfluorid ist ein stechend riechendes, farbloses Gas. Es ist thermisch nicht stabil, sehr reaktionsfähig und zersetzt sich bei Kontakt mit Wasser. Es greift Glas bereits bei Raumtemperatur langsam an. In flüssiger Phase trimerisiert es zu (NSF)3.